# Colonia la Navidad
Colonia la Navidad är en ort i Mexiko, tillhörande kommunen Almoloya de Juárez i den västra delen av delstaten Mexiko, i den centrala delen av landet. Orten hade 980 invånare vid folkräkningen 2010.